# Hans Julius Bonnesen
Hans Julius Bonnesen, H.J. Bonnesen, född 16 augusti 1829 i Nysted, död 26 augusti 1888 i Malmö, var en dansk-svensk skeppsbyggare. Han anses som skaparen av varvsrörelse i modern mening i Malmö.
Bonnesen, som tillhörde en gammal skeppsbyggarsläkt, kom redan i unga år ut i världen och hamnade, på rekommendation av Hans Dahlerup, vid örlogsvarvet i Trieste, där han 1849 tjänstgjorde som överskeppsbyggmästare och bland annat förestod byggandet av ett par kanonbåtar. Samma år deltog han, i österrikisk tjänst, som premiärlöjtnant i Venedigs belägring. Efter ett par års vistelse i södern insjuknade han i malaria och återvände till Danmark, där han först slog sig ned i Korsør som skeppsbyggmästare, innan han 1852 överflyttade till Malmö. Där etablerade han först vid det lilla släpstället vid hamnmästarebostället ett mindre skeppsbyggeri, vilket 1854 utvidgades och flyttades till kvarteret Varvet i västra hamnområdet. Denna affär drev han under egen firma tillsammans med handelsbolaget Friis & Hjort, till dess den 1875 överläts på Malmö Varfsaktiebolag, för vilket han var disponent. Inalles byggdes av honom 49 större segelfartyg, nio ångfartyg och omkring 150 mindre farkoster. Bonnesen, vars arbeten vann erkännande även utomlands, tjänstgjorde under en följd av år som besiktningsman för passagerarångbåtar. Efter Bonnesens frånfälle överläts varvet till Kockums Mekaniska Verkstads AB.